# آتش‌سوزی مدرسه اسوه حسنه زاهدان
آتش‌سوزی مدرسه اسوه حسنه زاهدان حادثه ای بود که صبح روز سه شنبه ۲۷ آذر ۱۳۹۷ در دبستان و پیش دبستانی غیرانتفاعی دخترانه اتفاق افتاد. ۳ تن از دانش آموزان بر اثر شدت سوختگی فوت شدند. این حادثه باعث لغو مجوز این مدرسه شد.
در این کلاس چراغ نفتی «غیر استاندارد» استفاده می‌شده و «گیر کردن بند کیف یکی از دانش‌آموزان» باعث واژگون شدن این چراغ و آتش‌سوزی شده و کل کلاس در حریق سوخت.
وضعیت نامطلوب فضای آموزشی مدارس زاهدان طوری ست که تنها کلاس پایه اول این دبستان از یک اتاق سه در چهار تشکیل شده که دفتر مدیر مدرسه نیز در همین کلاس قرار داشت و تنها با استفاده از پنل چوبی نازک از هم جدا می‌شوند.
پیش از این نیز چندین بار دانش‌آموزان مدارس ایران به دلیل استفاده از چراغ‌های نفتی طعمه آتش شده‌اند.